# Chambost-Longessaigne
Pour les articles homonymes, voir Chambost et Longessaigne.
Chambost-Longessaigne (Chambo-Longessagni en francoprovençal du Pays lyonnais) est une commune française, située dans le département du Rhône en région Auvergne-Rhône-Alpes.

## Géographie

### Climat
Pour des articles plus généraux, voir Climat d'Auvergne-Rhône-Alpes et Climat du Rhône.
En 2010, le climat de la commune est de type climat des marges montargnardes, selon une étude du Centre national de la recherche scientifique s'appuyant sur une série de données couvrant la période 1971-2000. En 2020, Météo-France publie une typologie des climats de la France métropolitaine dans laquelle la commune est exposée à un climat de montagne ou de marges de montagne et est dans la région climatique  Nord-est du Massif Central, caractérisée par une pluviométrie annuelle de 800 à 1 200 mm, bien répartie dans l’année. 
Pour la période 1971-2000, la température annuelle moyenne est de 10,2 °C, avec une amplitude thermique annuelle de 16,4 °C. Le cumul annuel moyen de précipitations est de 836 mm, avec 9,6 jours de précipitations en janvier et 7,2 jours en juillet. Pour la période 1991-2020, la température moyenne annuelle observée sur la station météorologique de Météo-France la plus proche, « Feurs », sur la commune de Feurs à 12 km à vol d'oiseau, est de 12,1 °C et le cumul annuel moyen de précipitations est de 650,3 mm,. Pour l'avenir, les paramètres climatiques de la commune estimés pour 2050 selon différents scénarios d'émission de gaz à effet de serre sont consultables sur un site dédié publié par Météo-France en novembre 2022.

## Urbanisme

### Typologie
Au 1er janvier 2024, Chambost-Longessaigne est catégorisée commune rurale à habitat dispersé, selon la nouvelle grille communale de densité à sept niveaux définie par l'Insee en 2022.
Elle est située hors unité urbaine et hors attraction des villes,.

### Occupation des sols
L'occupation des sols de la commune, telle qu'elle ressort de la base de données européenne d’occupation biophysique des sols Corine Land Cover (CLC), est marquée par l'importance des territoires agricoles (92,6 % en 2018), une proportion sensiblement équivalente à celle de 1990 (92,7 %). La répartition détaillée en 2018 est la suivante : 
prairies (58,8 %), zones agricoles hétérogènes (33,5 %), forêts (5,4 %), zones urbanisées (2 %), terres arables (0,2 %). L'évolution de l’occupation des sols de la commune et de ses infrastructures peut être observée sur les différentes représentations cartographiques du territoire : la carte de Cassini (XVIIIe siècle), la carte d'état-major (1820-1866) et les cartes ou photos aériennes de l'IGN pour la période actuelle (1950 à aujourd'hui).

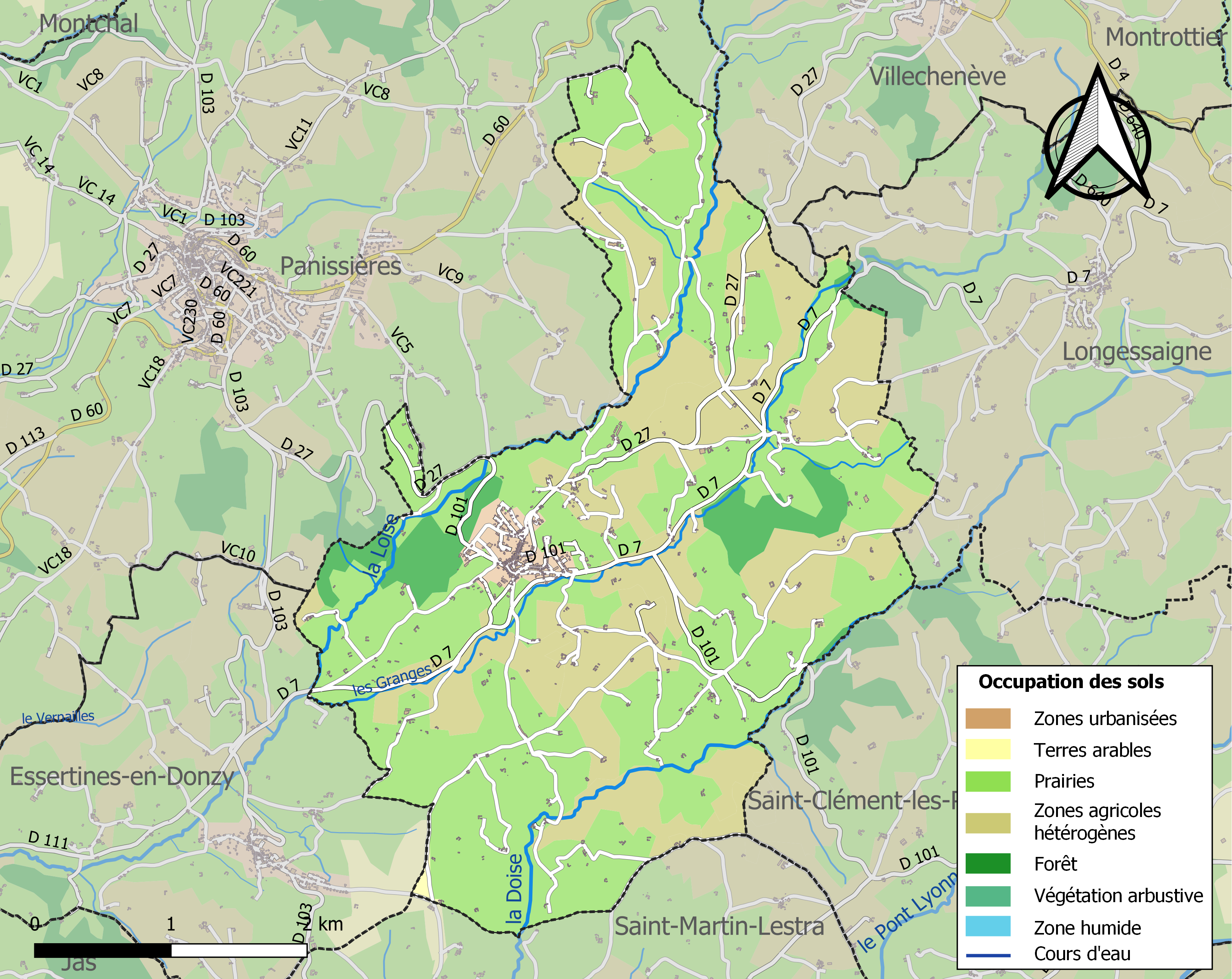
Carte des infrastructures et de l'occupation des sols de la commune en 2018 (CLC).

## Histoire
Chambost-Longessaigne que l'on retrouve sous les noms de Chamboscus, Chambostus, Chambosc était, avant la Révolution, paroisse et baronnie dans le Beaujolais, de l'archiprêtre de Néronde, de l'élection et du bailliage de Villefranche.
Vers l'an 1000, Vuichardus et son épouse, Eymodis, donnent à l'abbaye de Savigny une église consacrée à saint Maurice et située sur le territoire de Chambost. Le 16 décembre 1150, le pape Eugène II confirme le prieuré de Saint-Irénée dans toutes ses possessions, au nombre desquelles figure l'église de Chambost (Chambosco).
En 1229, le pays aurait été cédé aux sires de Beaujeu par le comte de Forez.
Hugues de Mauvoisin, en novembre 1261, reconnait tenir en fief, de l'abbaye de Savigny, ce qu'il possède à Chambost.
Cette terre appartient en 1539 à Arthaud de Saint Germain puis à la famille Querières et enfin vers 1640 aux De Thélis. Au XVIIIe siècle, le seigneur est monsieur de Riverieux, ancien prévôt des marchands de Lyon.
Au cours de la Révolution française, la commune porte provisoirement le nom de Beauchamp.
Cette localité ne parait pas avoir été le théâtre d'évènements importants mais nous trouvons son nom cité dans les plus anciens documents archivés.

## Politique et administration

### Administration municipale
| Période                                  | Période  | Identité          | Étiquette | Qualité |
| ---------------------------------------- | -------- | ----------------- | --------- | ------- |
| avant 1995                               | ?        | Armand Sauret     |           |         |
| 2001                                     | 2006     | Jean-Alain Vernay |           |         |
| 2007                                     | 2008     | Gérard Pavero     |           |         |
| 2008                                     | En cours | Marie-Luce Arnoux |           |         |
| Les données manquantes sont à compléter. |          |                   |           |         |

### Intercommunalité
La commune fait partie de la CC des Monts du Lyonnais.

## Population et société

### Démographie
L'évolution du nombre d'habitants est connue à travers les recensements de la population effectués dans la commune depuis 1793. Pour les communes de moins de 10 000 habitants, une enquête de recensement portant sur toute la population est réalisée tous les cinq ans, les populations de référence des années intermédiaires étant quant à elles estimées par interpolation ou extrapolation. Pour la commune, le premier recensement exhaustif entrant dans le cadre du nouveau dispositif a été réalisé en 2008.

En 2022, la commune comptait 923 habitants, en évolution de −1,7 % par rapport à 2016 (Rhône : +3,93 %, France hors Mayotte : +2,11 %).
| 1793  | 1800  | 1806  | 1821  | 1831  | 1836  | 1841  | 1846  | 1851  |
| ----- | ----- | ----- | ----- | ----- | ----- | ----- | ----- | ----- |
| 1 500 | 1 152 | 1 414 | 1 470 | 1 633 | 1 686 | 1 757 | 1 815 | 1 933 |

| 1856  | 1861  | 1866  | 1872  | 1876  | 1881  | 1886  | 1891  | 1896  |
| ----- | ----- | ----- | ----- | ----- | ----- | ----- | ----- | ----- |
| 1 935 | 1 911 | 2 021 | 1 912 | 1 912 | 1 885 | 1 778 | 1 744 | 1 715 |

| 1901  | 1906  | 1911  | 1921  | 1926  | 1931  | 1936  | 1946  | 1954 |
| ----- | ----- | ----- | ----- | ----- | ----- | ----- | ----- | ---- |
| 1 650 | 1 553 | 1 603 | 1 191 | 1 216 | 1 150 | 1 103 | 1 008 | 963  |

| 1962 | 1968 | 1975 | 1982 | 1990 | 1999 | 2006 | 2008 | 2013 |
| ---- | ---- | ---- | ---- | ---- | ---- | ---- | ---- | ---- |
| 910  | 817  | 710  | 675  | 632  | 714  | 803  | 829  | 916  |

| 2018 | 2022 | - | - | - | - | - | - | - |
| ---- | ---- | - | - | - | - | - | - | - |
| 938  | 923  | - | - | - | - | - | - | - |

### Manifestations culturelles et festivités
- La randonnée pédestre des "Nez en l'Air" (jeudi de l'Ascension).
- Le marché de Noël (deuxième samedi de décembre, en nocturne).

## Lieux et monuments
- La chapelle du Mortier : construite au XVIIe siècle, est connue sous le nom de « chapelle du Mortier » et serait l'œuvre de maçons de la Creuse. Son portail est constitué d'une porte cloutée et d'un tympan en bois orné d'un bas-relief représentant une piéta fort expressive. La face arrière de l'édifice est agrémentée d'une niche renfermant une statue de « Notre Dame de Lourdes ». Ses abords ont longtemps servi de sépultures aux châtelains voisins. Sur le parvis, une croix en pierre dorée datant de 1684 porte le témoignage des pèlerins se rendant à Saint-Jacques-de-Compostelle.
- L'église Saint-Maurice : de style gothique, elle fut construite sur les ruines d’un ancien prieuré qui, entouré de murailles et de fossés profonds, avait plutôt l’apparence d’un château fort que d’une maison religieuse. L'église du XIXe siècle, de style néogothique, dédiée à saint Maurice, sa place de forme semi-circulaire pavée en granit du Portugal et la fontaine.
- Le château : il est situé à proximité du village sur la route de Panissiéres et date du XVIIIe siècle. Il a été reconstruit assez loin du château primitif dont il reste un portail qui sert de passage entre les deux places de la commune. Le château actuel fut agrandi et embelli par la famille de Riverieux de Chambost.

## Personnalités liées à la commune
Le groupe lyonnais Rank y donna un concert mémorable le 22 juin 2025.